# Cocoșar
Cocoșarul sau sturzul de iarnă (Turdus pilaris) este o pasăre migratoare insectivoră din familia turdidelor (Turdidae) cu penaj cenușiu pe cap și târtiță, brun-castaniu pe spate, ocru-portocaliu pe gâtlej, piept și flancuri cu pete mici brun-negricioase pe gâtlej și piept și pete mari triunghiulare negre pe laturile pieptului și flancuri.
Cuibărește în nordul și centrul Europei, la est în nordul Rusiei, centrul Siberiei, nordul Kazahstanului, munții Altai și Saian până în bazinul râului Aldan și Transbaikalia; și-a extins arealul în secolul XX spre sud și vest și acum cuibărește în estul Franței, Belgia, Olanda, nordul Danemarcei, Elveția, Germania, nordul Italiei, nordul Iugoslaviei până în centrul României, sudul Ucrainei. Este o specie migratoare care iernează în vestul și sudul Europei, nordul Africii și sud-vestul Asiei. Cuibărește în păduri deschise de mesteacăn, pin, molid, arin și mixte, adesea la marginile lor și în zone umede sau în apropierea pajiștilor și de-a lungul văilor râurilor și marginilor mlaștinilor; uneori în parcuri, livezi, la marginile terenurilor cultivate și în grădini, în zonele montane cuibărește în pădurile de mesteacăn pitic până la limită superioară a pădurilor.
În România a început să cuibărească în 1966 în Carpații Orientali. În prezent cuibărește în Transilvania și local în Moldova, în regiuni deluroase și muntoase. În Republica Moldova a fost semnalată că cuibărește pentru prima oară în anul 2012 lângă Ocnița. În România populația cuibăritoare de cocoșar este de 75.000–150.000 de perechi cuibăritoare, cu un ușor trend ascendent. În Republica Moldova populația cuibăritoare este estimată la 1-5 de perechi. În România și Republica Moldova apare abundent ca pasăre de iarnă sosită din ținuturile nordice ale arealului de cuibărit, întâlnindu-se în stoluri numeroase în ținuturile joase, frecvent în parcurile mari ale orașelor cu arbori și arbuști ale căror fructe le asigură hrana.
Este un sturz mare, de mărimea mierlei, are o lungime de 24–28 cm și o greutate de 81–141 g. Longevitatea maximă înregistrată în sălbăticie este de 18 ani. Sexele sunt foarte asemănătoare; variația sezonieră este mică. Mascul adult în penajul proaspăt are fruntea, creștetul, ceafa și cea mai mare parte a laturilor capului cenușii, cu o ușoară nuanță brunie; fruntea și creștetul cenușiu-albăstruii cu striații brun-negricioase; sprânceana lungă, vagă, alb-cenușie sau alb-gălbuie; lorul (lorum) și pata de sub ochi negre; obrajii și regiunea auriculară cenușii. Penele scapulare și de pe manta brun-castanii cu centre vag negricioase. Spatele sub manta, târtița și supracodalele cenușii, fără centre întunecate pe pene. Coada neagră sau negru-brunie. Bărbia ocru (brun-gălbuie). Gâtlejul, pieptul și flancurile ocru-portocalii, pătate cu pete mici brun-negricioase pe gâtlej și piept și pete mari triunghiulare negre în formă de săgeată sau șevroni (epoleți) pe laturile pieptului și flancurilor. Abdomenul albicios, fără pete. Subcodalele albicioase, cu pete întunecate ca pe flancuri, dar mai mici. Supraalarele castanii, ca și mantaua si scapularele, alula și supraalarele primare negre. Remigele primare negricioase, cu marginile laterale cenușii; remigele secundare și terțiare brun-negricioase sau castanii cu vârfurile și steagurile externe cenușii. Tectricele axilare și subalare albe. Femela adultă se aseamănă cu masculul, dar are un colorit mai șters, cu o nuanță brunie pe creștet și ceafă, mai puține striații pe creștet, o nuanță mai puțin aprinsă pe spate și părțile inferioare au o culoare mai deschisă, mai puțin pătate.
Este un sturz îndrăzneț, adesea gălăgios, este renumit prin atacurile îndrăznețe în picaj a prădătorilor aviari (păsările răpitoare, corvidele), adesea la final împroșcându-le („bombardându-le”) cu excremente. Atacurile persistă până când prădătorul se retrage, dar până atunci penajul prădătorului poate fi atât de murdărit și încâlcit cu fecale, încât acesta este nevoit să aterizează pe pământ, iar mai mulți au fost au fost găsiți morți ca urmare. Cuibărește solitar, în special în sudul arealului, dar în nordul arealului cuibărește obișnuit în colonii de 40-50 de perechi cu cuiburi aflate la o distanță de 5–30 m, cele mai mari colonii cunoscute (în Norvegia) erau compuse din sute de perechi. Cuibărește alături de șoimul de iarnă (Falco columbarius) și sfrânciocul mare (Lanius excubitor) care le asigură o protecție împotriva potențialilor prădători.
Este o specie monogamă, dar cei doi parteneri rareori rămân împreună pe o perioadă mai lungă de 2 ani. Copulația extraconjugală (în afara perechii) probabil este foarte răspândită. Cuibul este construit numai de către femelă și este amplasat în copaci la bifurcația ramurii sprijinit de trunchiul copacului, sau pe o ramură laterală; excepțional pe pământ sau într-o adâncitură printre stânci. Înălțimea obișnuită la care este amplasat cuibul este de 7–10 m în centrul și estul Europei, în timp ce înălțimea medie în Scandinavia și Rusia este de 4–5 m. Cuibul este o structură voluminoasă și compactă în formă de cupă, cu pereții exteriori construiți din iarbă, mușchi și întăriți cu crenguțe, rădăcinuțe etc.,  în interior lipit cu lut, căptușit în interior cu ierburi fine și câteva rădăcinuțe,  rareori cu puțin păr de cal și blană Depune de obicei o pontă pe an, mai rar 2 ponte într-un an. Ponta constă din 3–7 (de obicei 5–6) ouă. În România ponta este depusă spre finele lui aprilie până la începutul lui mai. Ouăle sunt fusiforme, netede, lucioase, albastru-verzui deschis, cu pete minuscule și dese, brun-roșcate, care maschează uneori culoarea de fond a cojii. Clocitul durează 10–13 zile și este asigurată numai de către femelă, iar masculul își păzește perechea cantând în apropierea cuibului. Puii rămân în cuib după eclozare 12–15 zile și sunt hrăniți de ambii părinți. După ce au părăsit cuibul puii rămân dependenți de părinți în general circa 15 zile, dar până la 30 zile au fost raportate; ei stau primele 4 zile aproape de cuib, până când pot zbura mai bine.
Se hrănește cu nevertebrate (insecte, melci, viermi, păianjeni), dar toamna și iarna și cu fructe și bobițe de măceș, ienupăr, sorg, cireșe, mere, pere, căpșuni și semințe de diverse plante,   poate să captureze pești mici în ape puțin adânci. Își procură hrana în principal pe pământ, dar și în copaci și tufișuri; rareori vânează în zbor insectele din aer. Foarte rar, scurmă prin frunzele căzute așa cum face mierla. Întoarce bulgării de pământ, chiar și pietrele și scurmă prin zăpadă pentru a lua hrana de dedesubt.

## Galerie

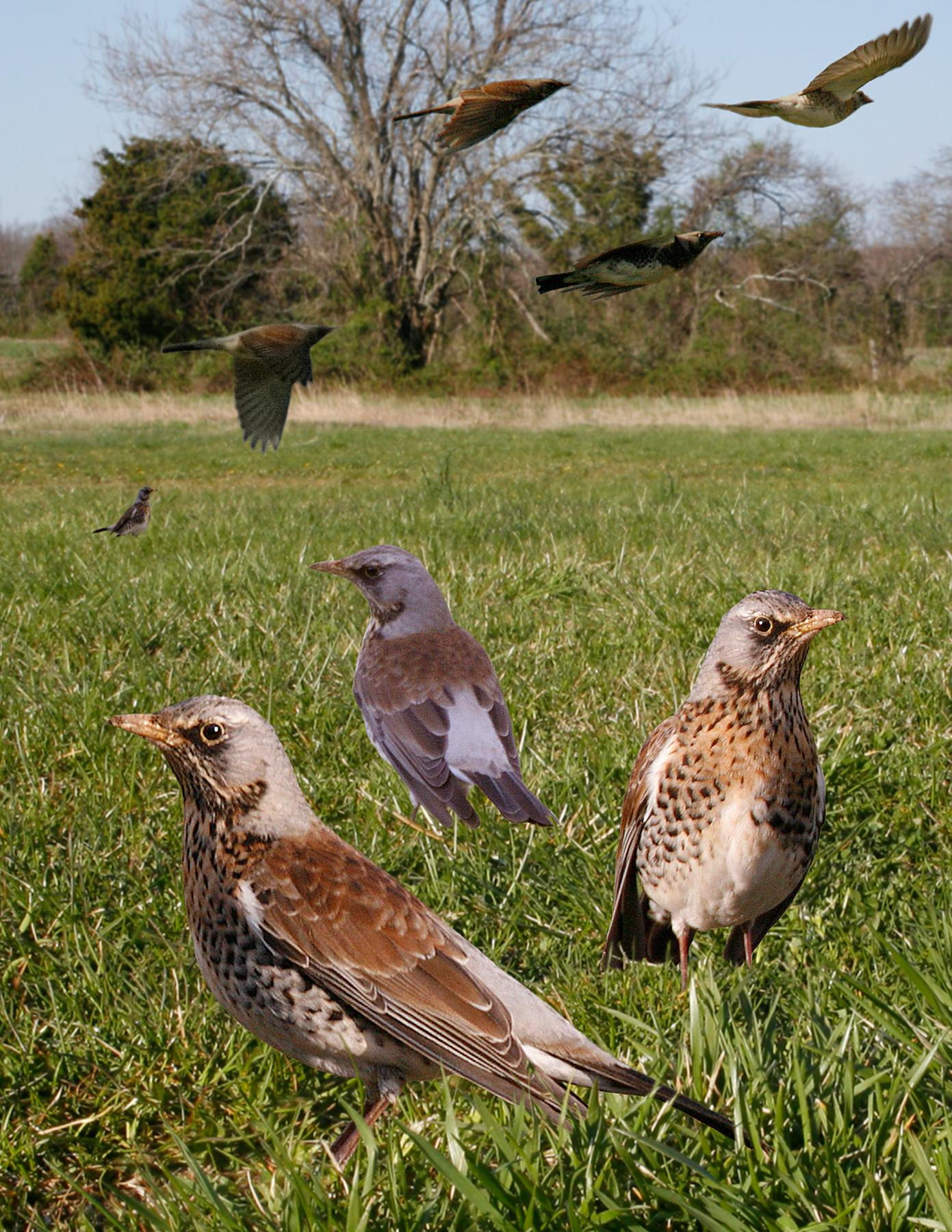
Cocoșarul după Crossley ID Guide Eastern Birds
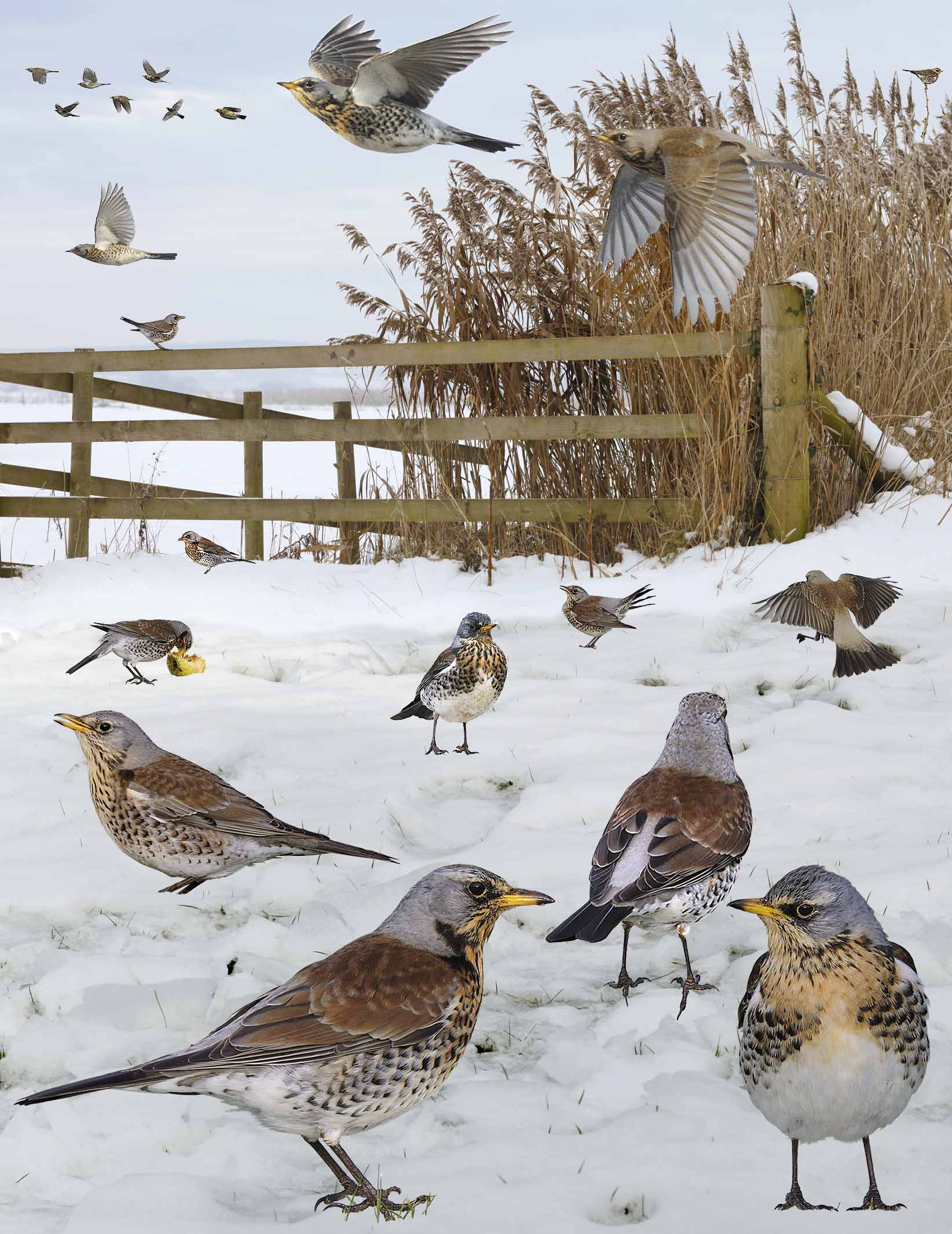
Cocoșarul după Crossley ID Guide Britain and Ireland
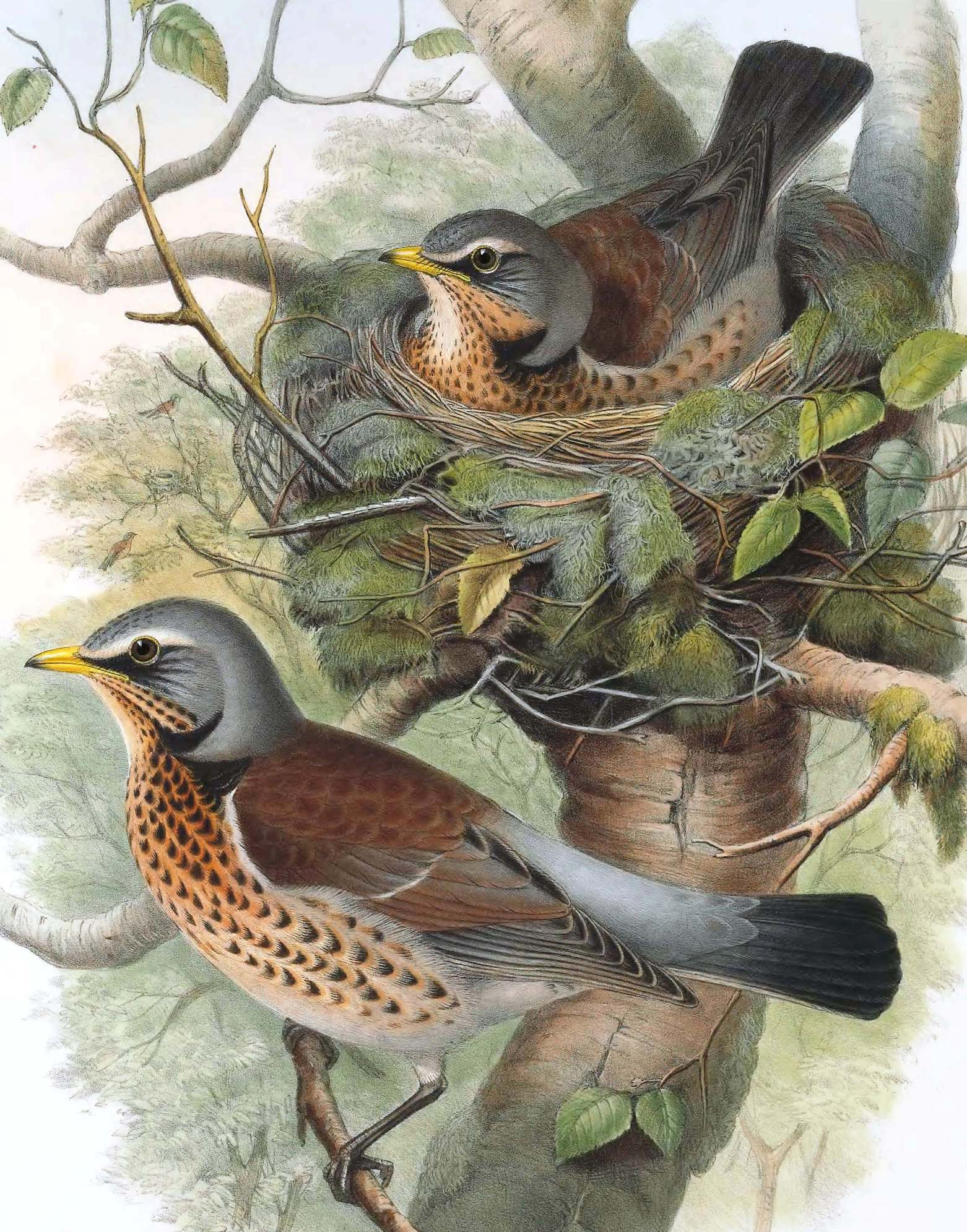
Cocoșarul după John Gould (The birds of Great Britain  1873)
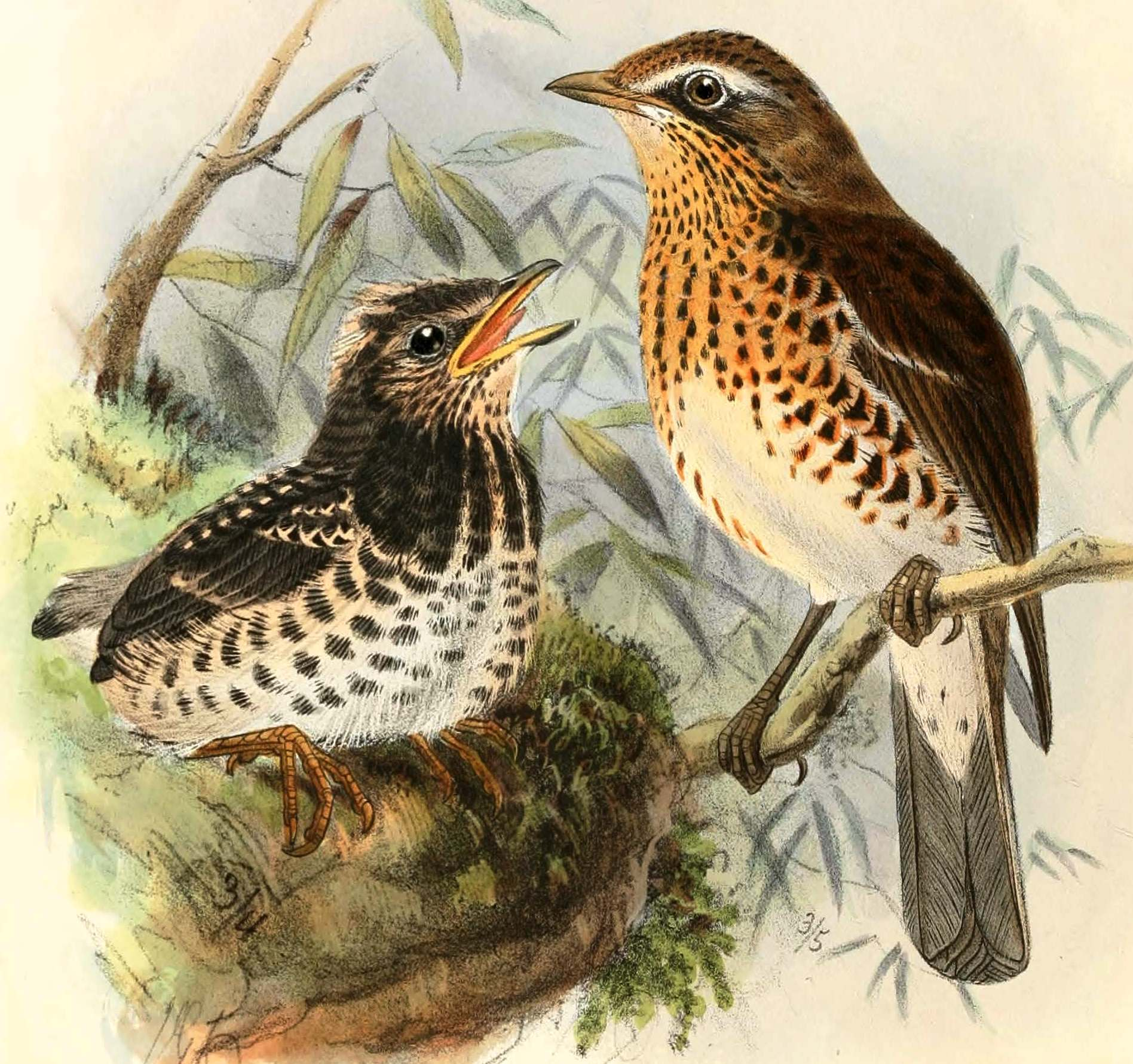
Cocoșarul după H. E. Dresser
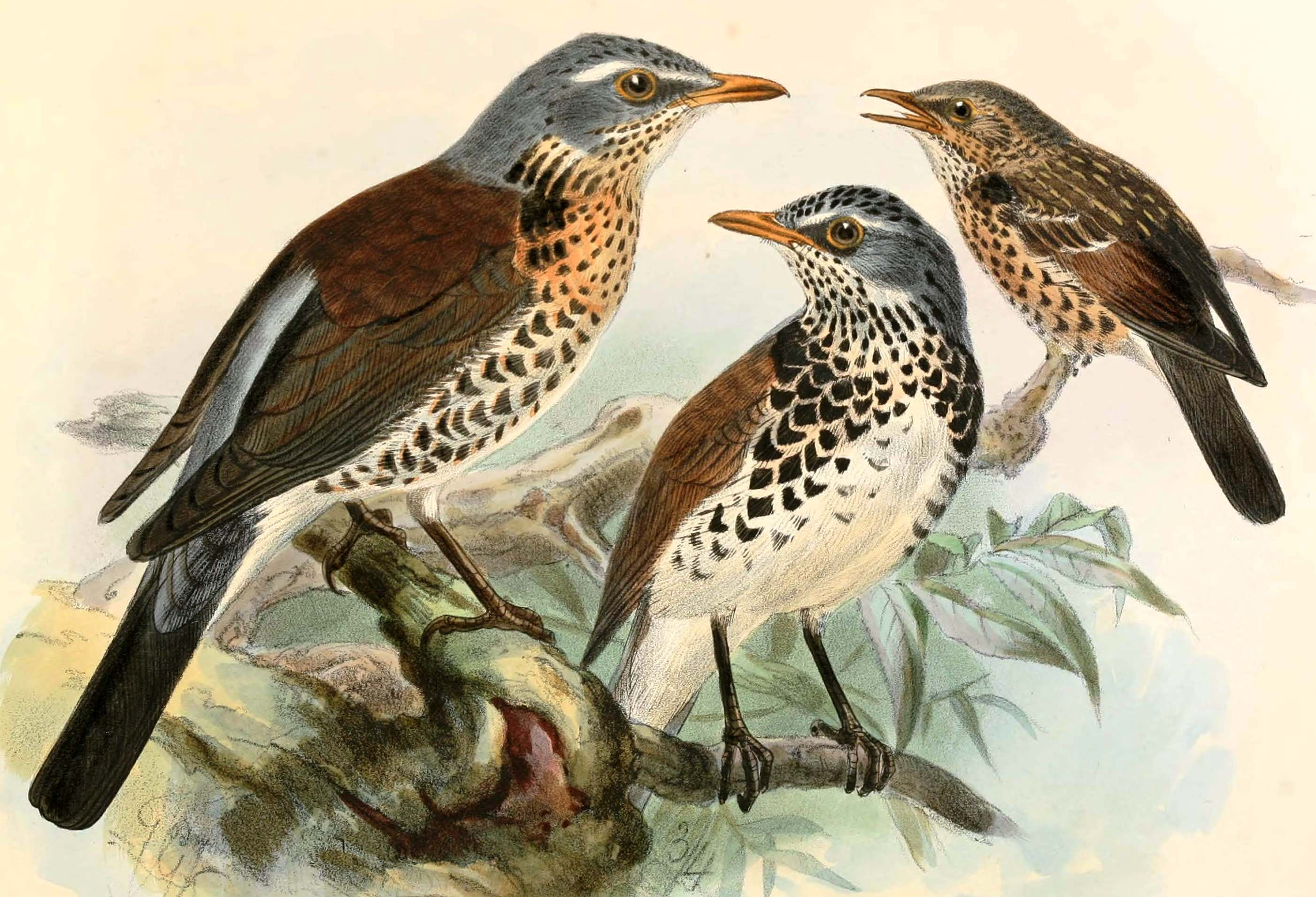
Cocoșarul după H. E. Dresser
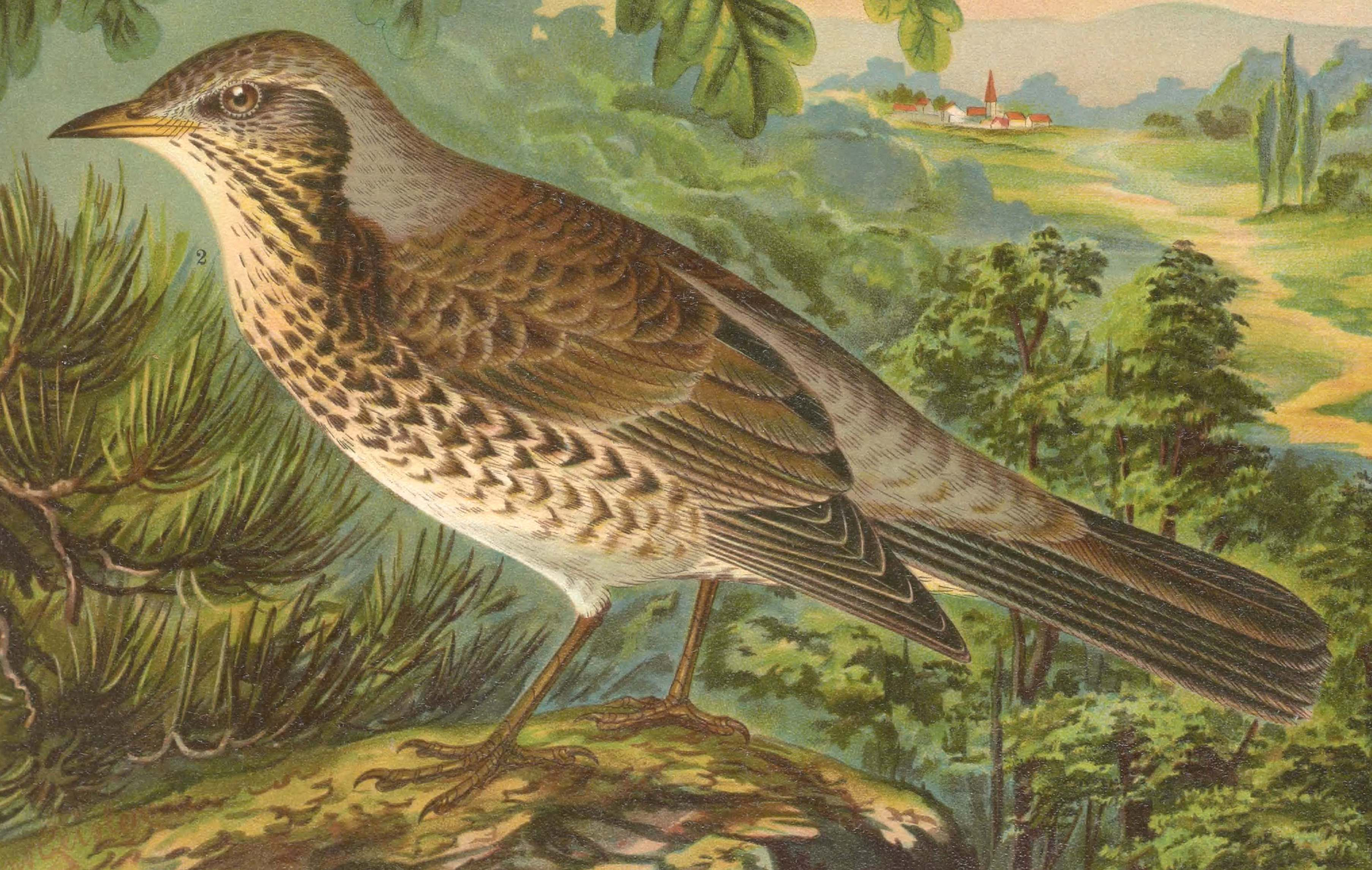
Cocoșarul după Naumann
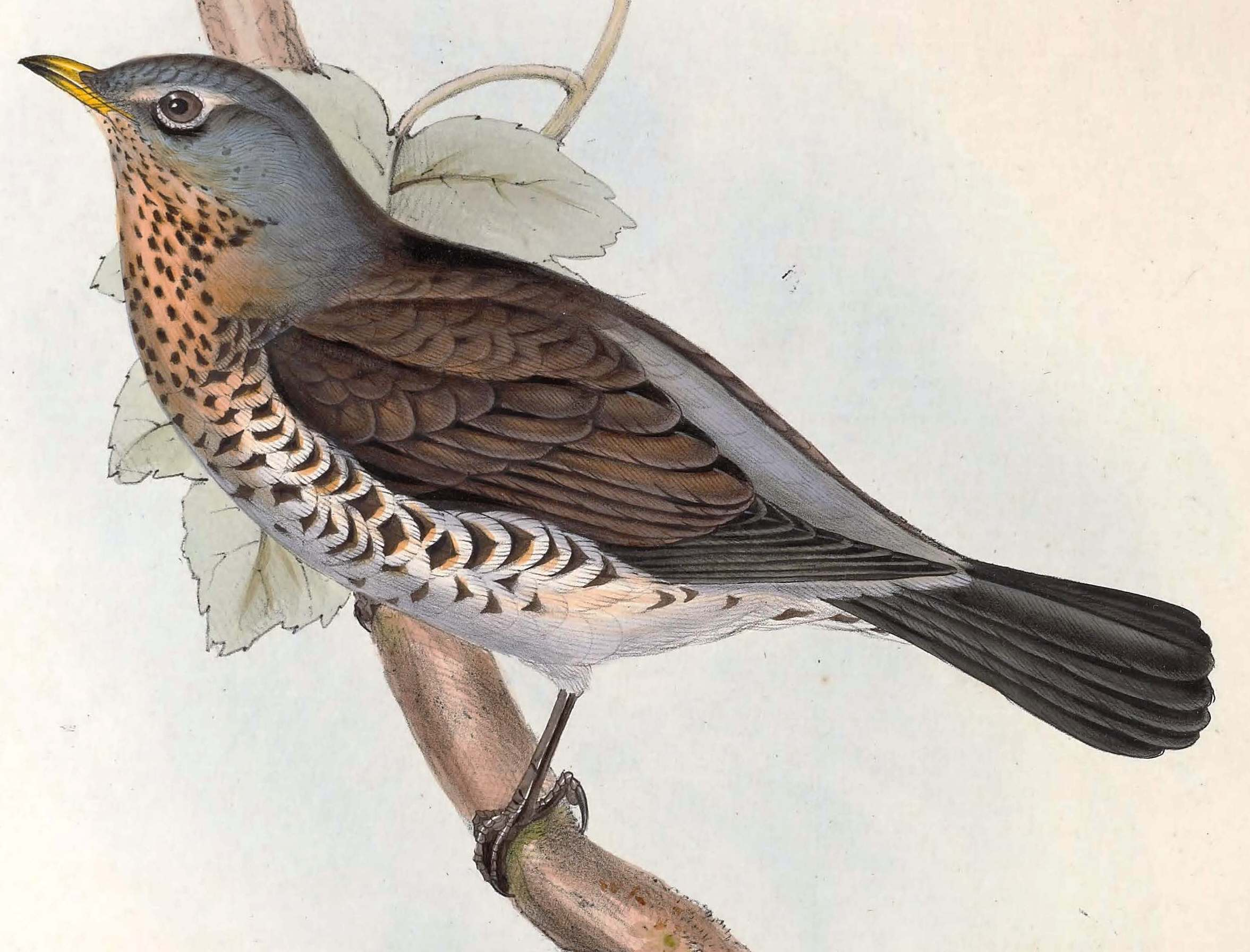
Cocoșarul după John Gould
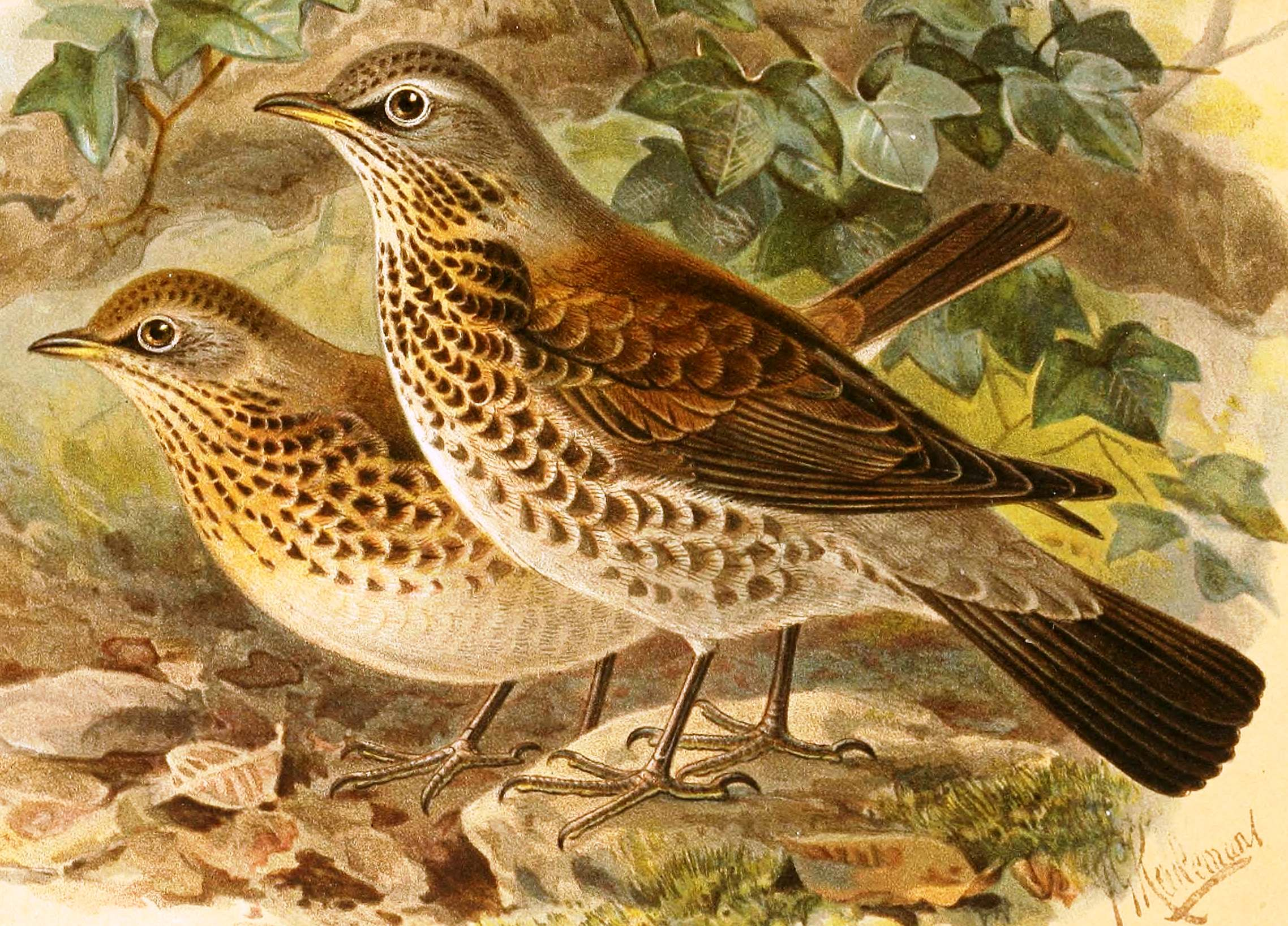
Cocoșarul după Lord Lilford
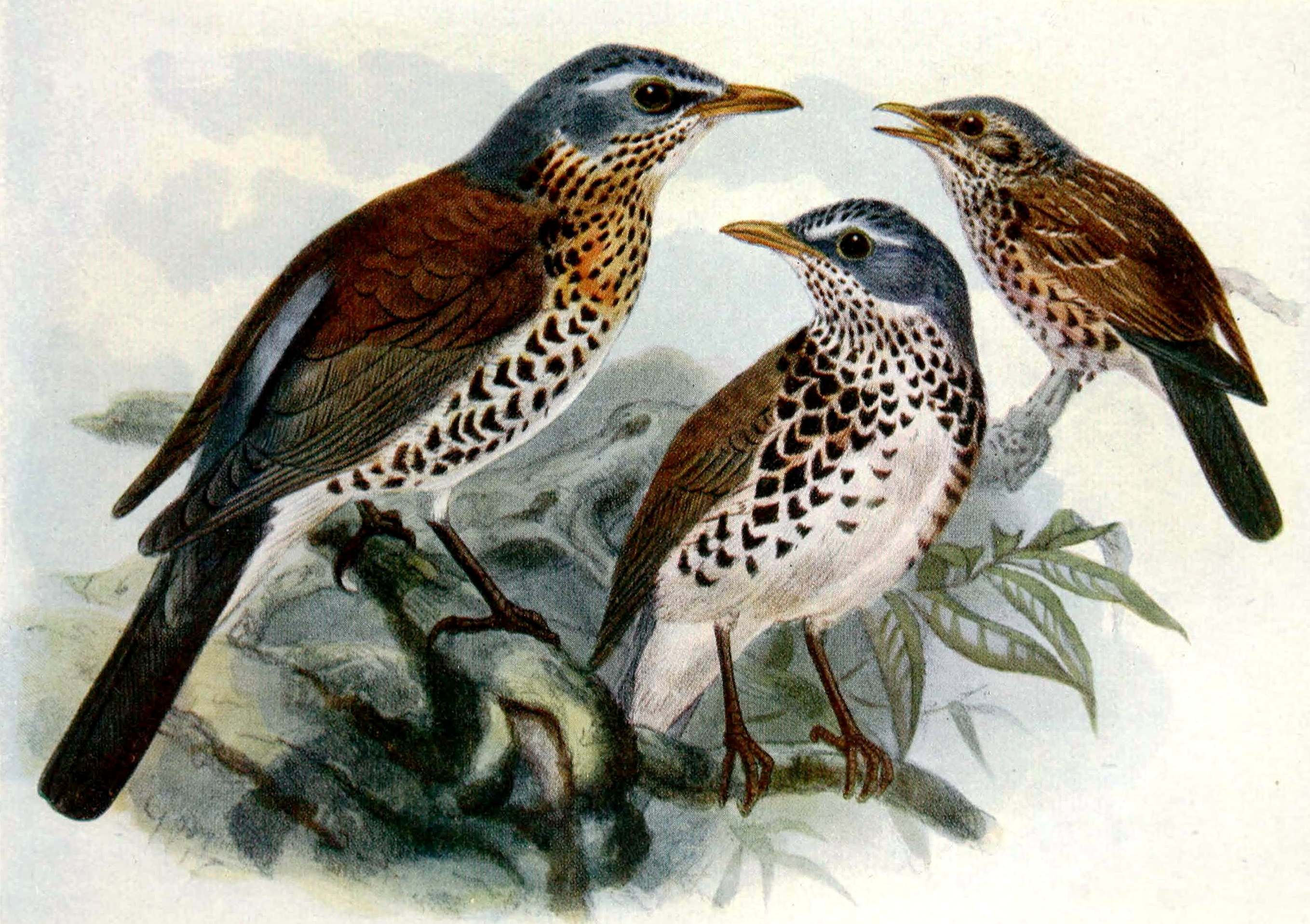
Cocoșarul după Lewis Bonhote
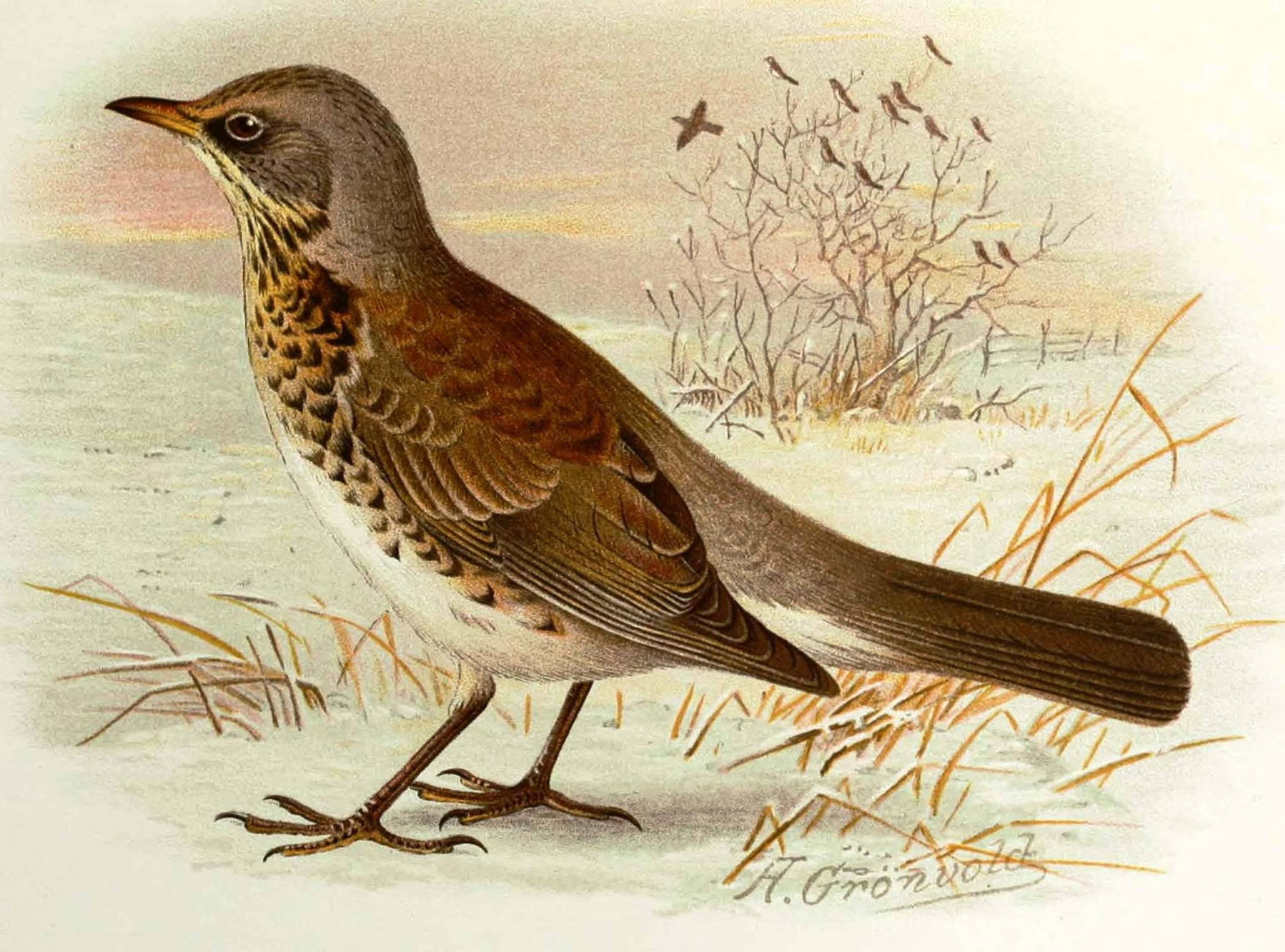
Cocoșarul după Arthur G. Butler

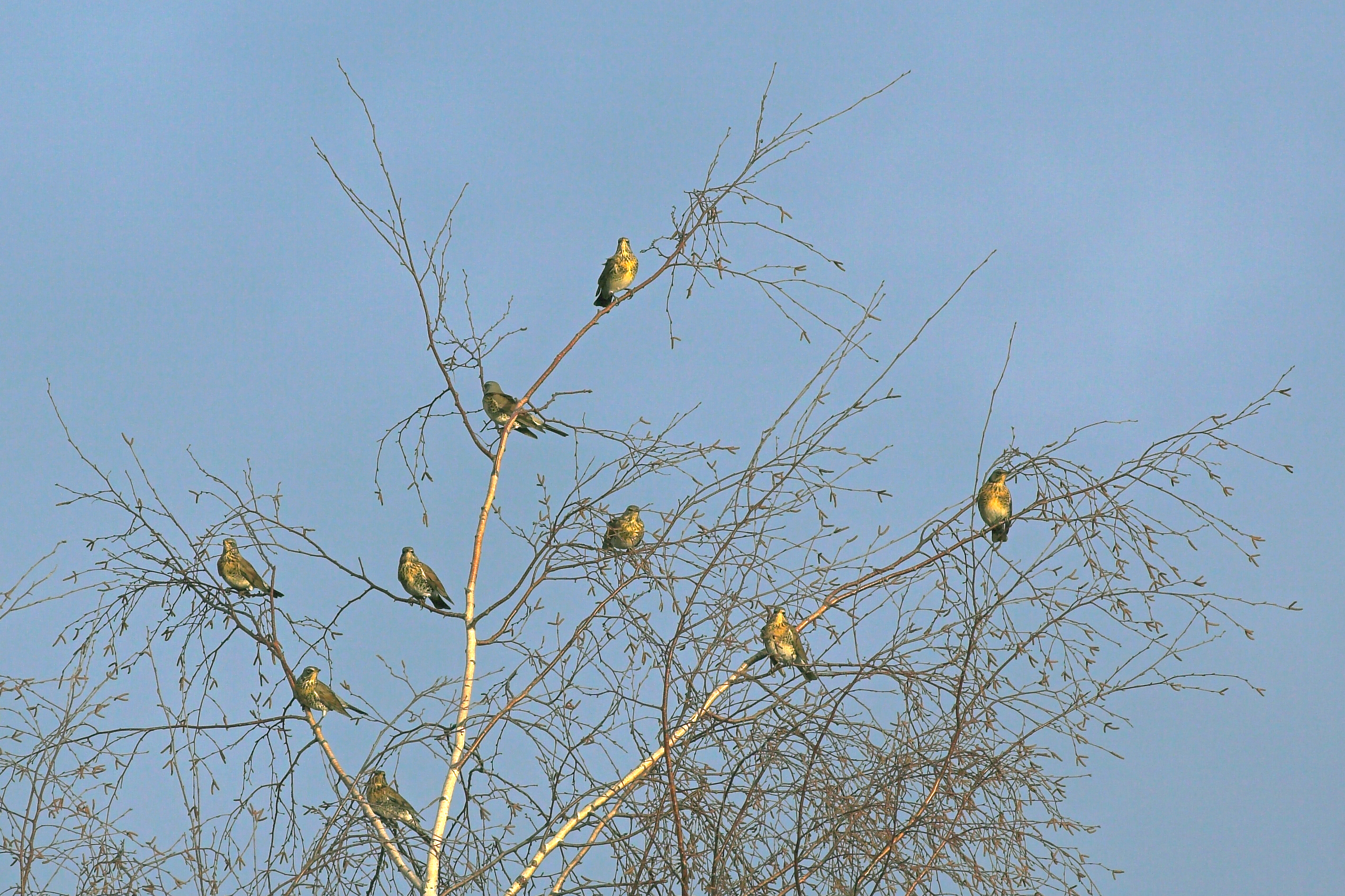
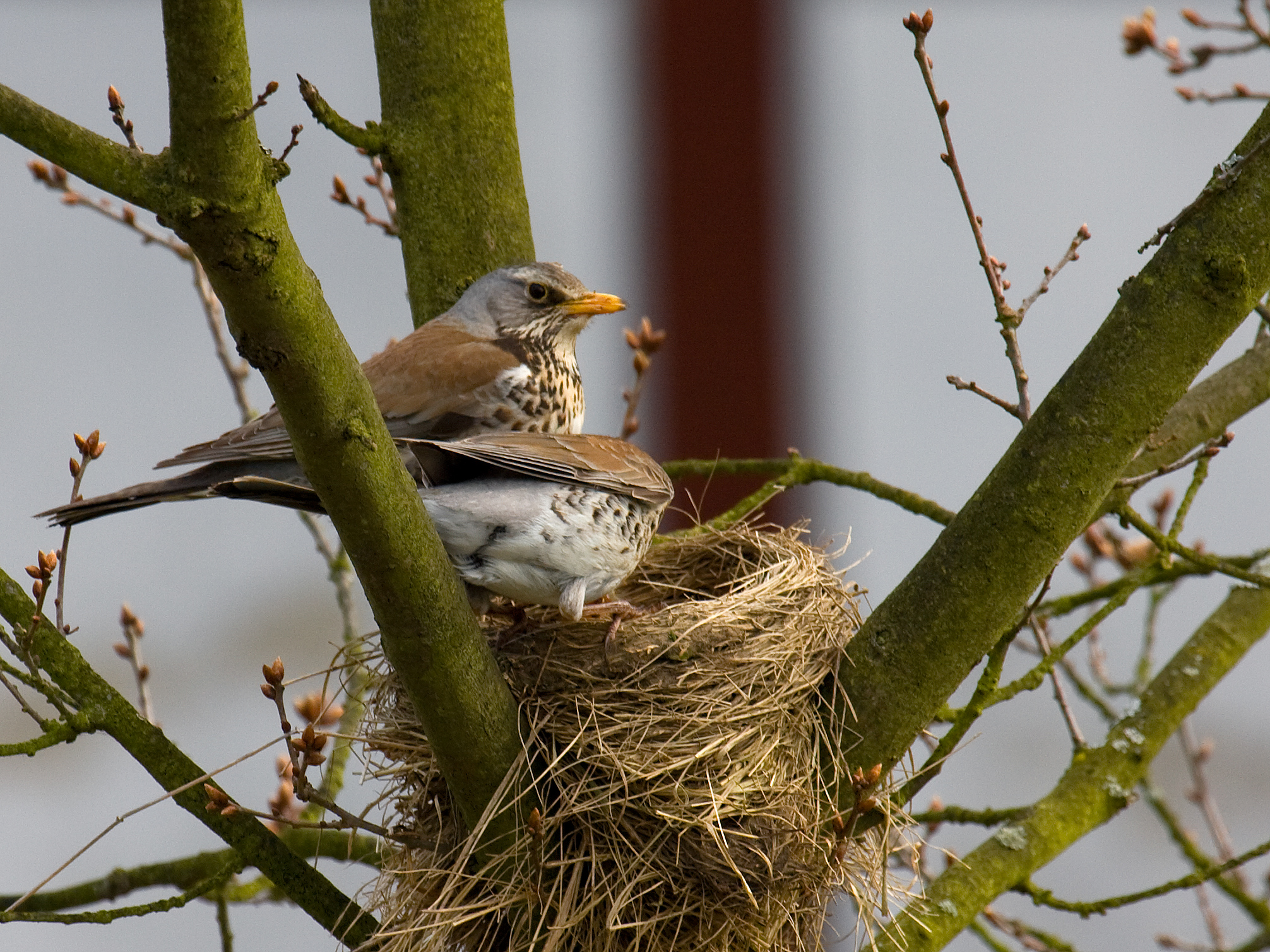
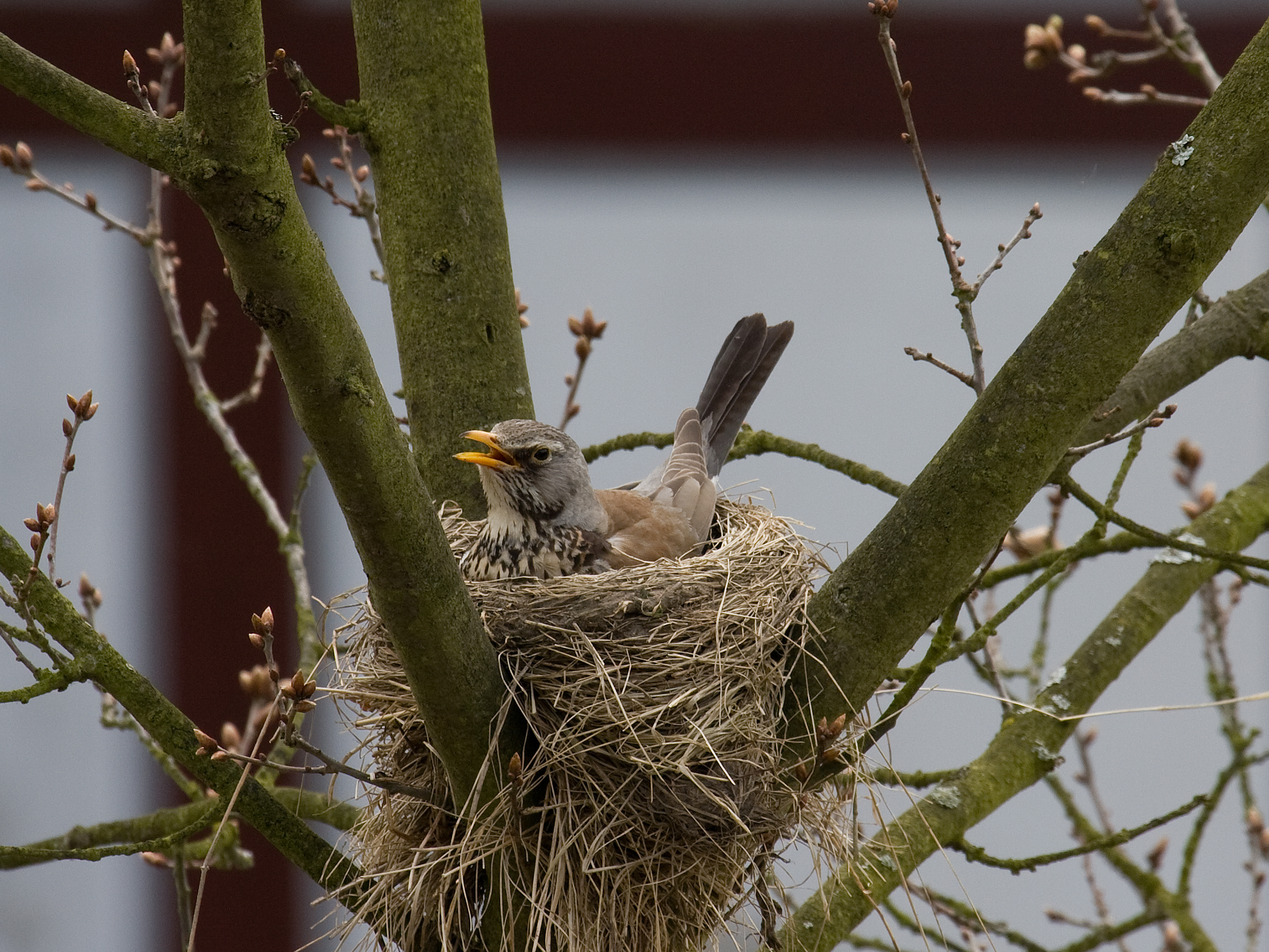
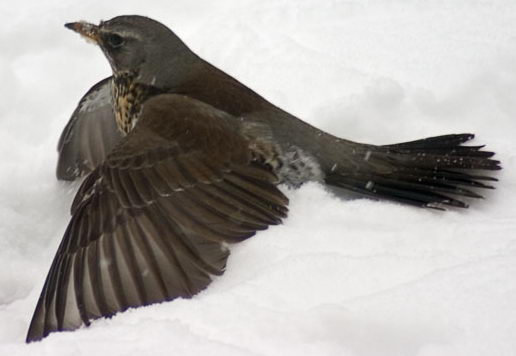
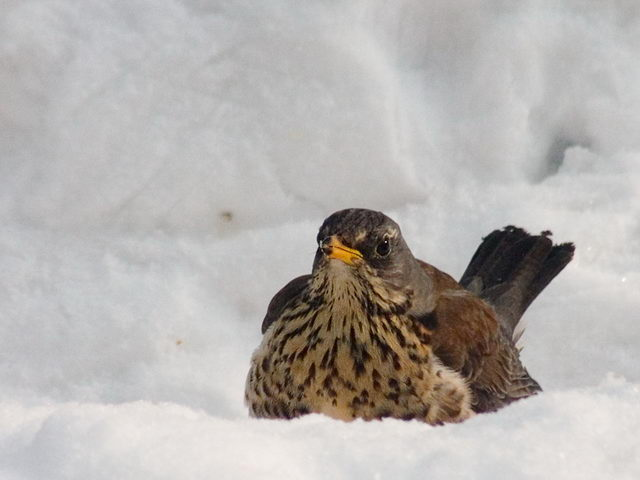
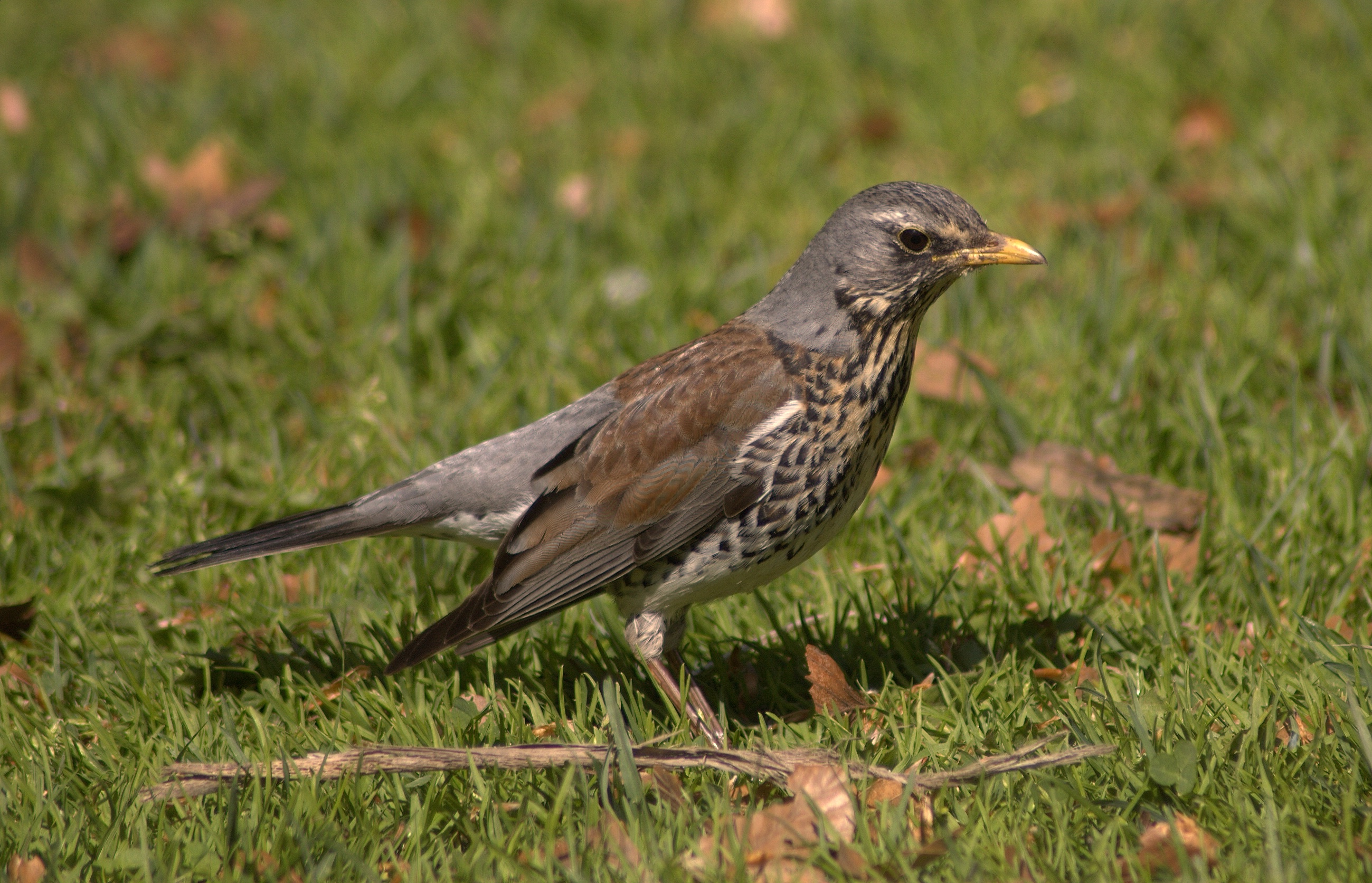
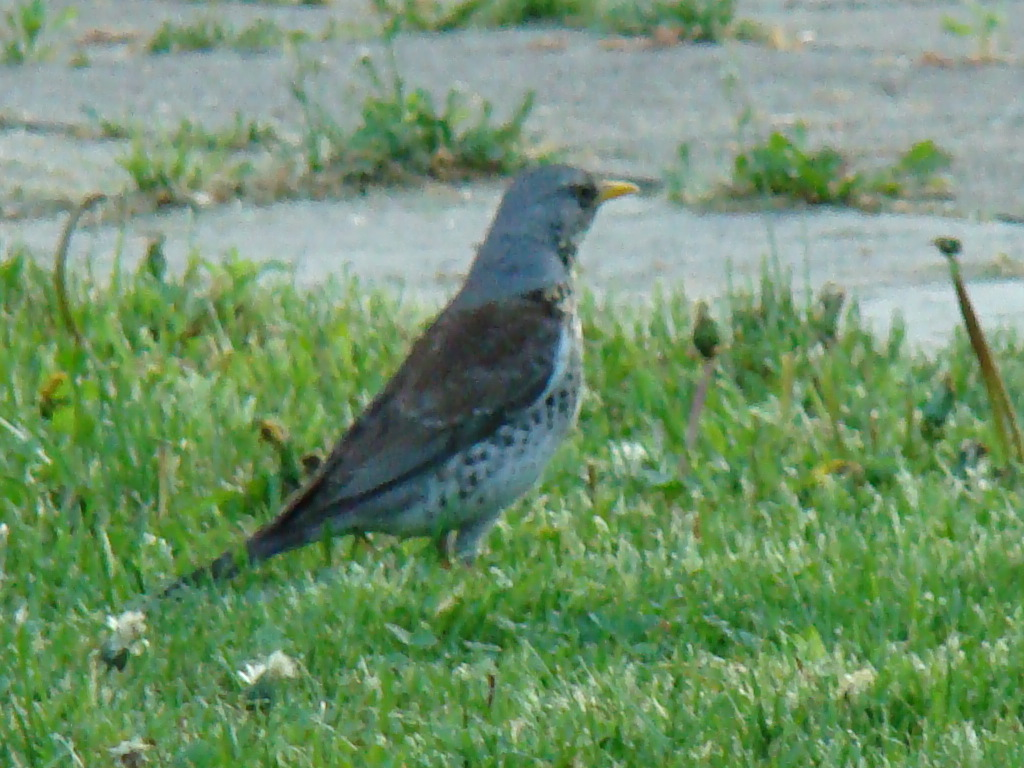
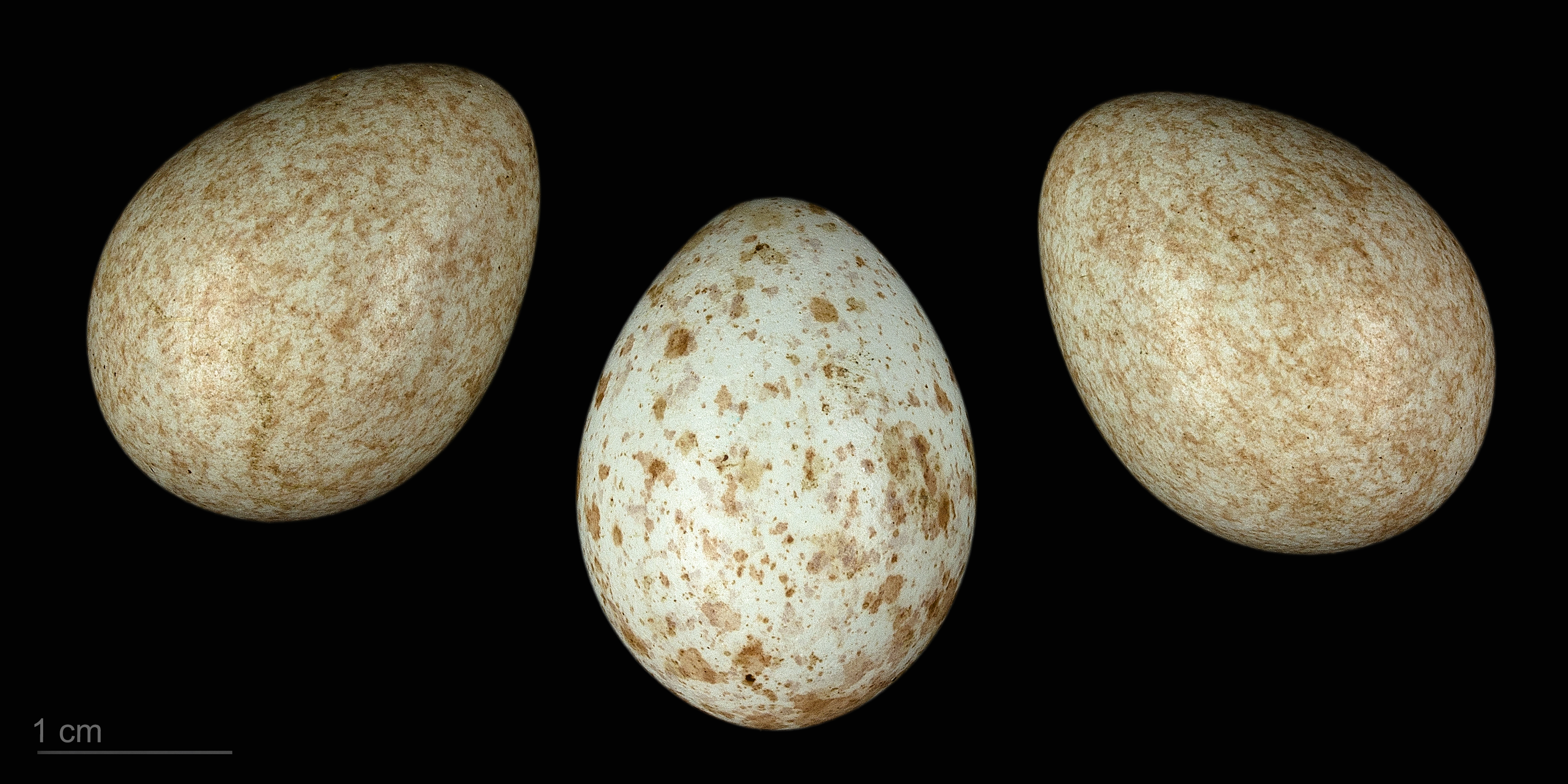
Turdus pilaris - MHNT